# J.S. Fibiger
Jacob Scavenius Fibiger (født 13. januar 1793 i Snoghøj, død 10. november 1861 i København) var en dansk artilleriofficer (generalmajor) og krigsminister i 1851 i Moltkes tredje ministerium.
Fibiger fødtes og voksede op på Snoghøjgård (Snoghøj Færgegård). Han udviklede en 24 punding glatløbet kuglekanon samt en 84 punding granatkanon.[kilde mangler]
J.S. Fibiger er begravet på Garnisons Kirkegård.
- Buste udført af Herman Wilhelm Bissen 1862
- Portræt udført af C.A. Jensen i Rom i 1818